# Peine de mort aux États-Unis

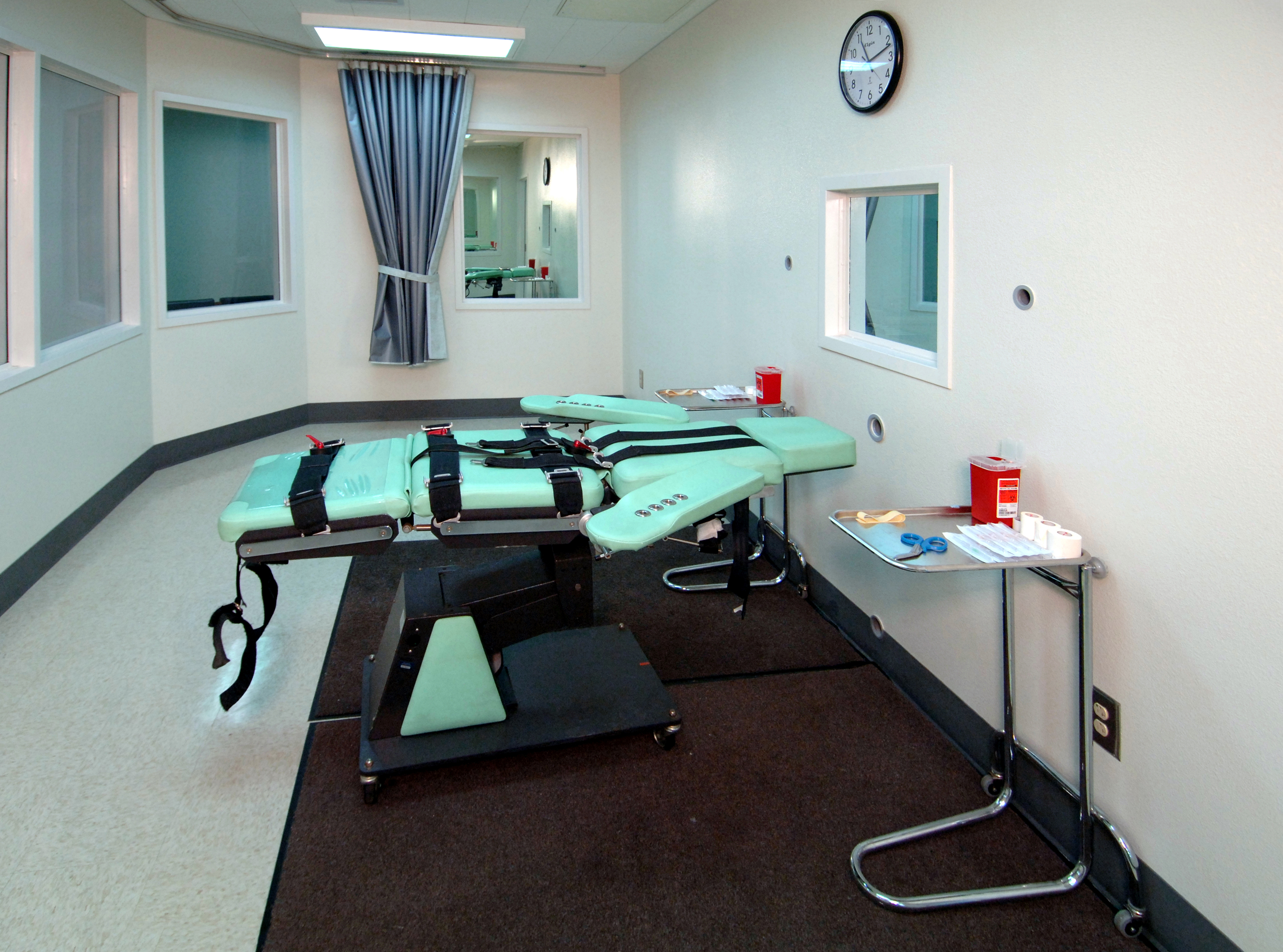
Une salle d'exécution par injection létale située dans la prison d'État de San Quentin, en Californie.

La peine de mort aux États-Unis est appliquée au niveau fédéral, par la justice militaire ainsi que dans vingt-sept des cinquante États fédérés que compte le pays. En 2025, les États-Unis font partie des rares démocraties libérales qui appliquent la peine de mort.

## Présentation générale

Situation de la peine aux États-Unis en 2024.
Abolie pour tous les crimes
En vigueur mais exécutions suspendues
En vigueur mais aucune exécution dans les 10 dernières années
En vigueur et appliquée dans les 10 dernières années

La peine de mort est à nouveau entrée en vigueur aux États-Unis en 1977, année où Gary Gilmore fut fusillé en Utah, mettant fin à un moratoire qui avait débuté en 1963, quatorze années durant lesquelles la Cour suprême fut sollicitée. À l'époque, certains voyaient déjà le « début de la fin » du châtiment suprême, comme ce fut le cas avec le moratoire sur l'injection mortelle qui a débuté en octobre 2007 et qui s'est terminé en avril 2008. Depuis 1988, la peine de mort au niveau fédéral est de nouveau possible, mais sous certaines conditions très précises.
En 2021, vingt-trois États américains (sur cinquante) ne pratiquent plus la peine de mort.
Trois types de juridictions peuvent prononcer la peine de mort :
- les cours de certains États fédérés où il existe une loi prévoyant la peine de mort validée par les juridictions ;
- les cours fédérales, pour certains crimes fédéraux (relativement rares) ;
- les cours militaires (loi martiale), pour le cas de militaires commettant des crimes graves tels que le meurtre (rarissime).

L'immense majorité des condamnés à mort le sont par les États fédérés pour meurtre aggravé. Les condamnés à la peine capitale sont en général détenus sous un régime de haute sécurité dans des quartiers séparés des prisons appelés les « couloirs de la mort ».
La peine de mort est un des sujets de controverse entre les États-Unis, où une légère majorité de la population est favorable à la peine de mort, et certains pays ou groupes politiques présents dans des États ayant aboli la peine de mort, notamment en Europe occidentale. Les abolitionnistes américains, organisés en associations, militent pour la suppression de la peine de mort aux États-Unis.

## Histoire

### DuXVIIesiècleà 1967
Le fichier Espy recense 15 269 personnes exécutées dans les Treize Colonies puis les États-Unis entre 1608 et 1991.
La peine de mort est pour la première fois utilisée dans les Treize Colonies en 1608 en Virginie. En 1791, le deuxième amendement de la Constitution des États-Unis d'Amérique protège la liberté du port d'arme en disposant qu'une « milice bien régulée est nécessaire à la sécurité de l'État ». La peine de mort procède de cette conception expéditive de la justice qui s'est trouvée solidement ancrée dans l'histoire américaine avec la conquête de l'Ouest. À cette conception s'ajoutent les convictions religieuses de certains protestants et de la lecture littérale de la Bible (loi du talion). C'est pourquoi la peine de mort est très peu remise en cause. La Pennsylvanie est le premier État à restreindre la peine de mort, aux seules affaires de meurtre. Le Michigan est l'un des rares États dans le monde à interdire la peine capitale dans les années 1840. Le maximum historique de l'application de la peine capitale est atteint en 1935, avec près de 200 exécutions. La courbe des exécutions ne cesse ensuite de baisser, jusqu'à s'interrompre à la fin des années 1960, pour reprendre ensuite en 1977. En parallèle, la courbe de la criminalité la plus grave, celle des homicides, atteint un sommet en 1933, pour redescendre jusqu'aux années 1950 puis se stabiliser jusqu'au milieu des années 1960. Elle remonte brutalement à cette date, au moment même où la peine de mort devient lettre morte, puis navigue autour des plus hauts taux historiques de 1974 à 1993 et enfin redescend de moitié. La courbe des viols accompagne strictement celle des homicides.
Lorsqu'une controverse éclate, par exemple avec la condamnation à mort de Jimmy Wilson en 1958 en Alabama, ce n'est pas la peine de mort en général qui est contestée, mais son application démesurée à certains délits. Wilson, un Américain noir, est en effet condamné à la peine capitale pour avoir volé la somme de 1,95 $ à une femme blanche lors d'une agression nocturne à son domicile, accompagnée de violence et tentative de viol. Le cas Wilson déclenche un tollé, et, à la suite d'une intervention de John Foster Dulles, Wilson n'est finalement pas exécuté, mais la peine fut transformée en emprisonnement à vie. Il est cependant relâché après 13 ans de prison.

### Exécutions par décennie
| Période     | Nombre d'exécutions | Notes                                                                       |
| ----------- | ------------------- | --------------------------------------------------------------------------- |
| 1950 - 1959 | 717                 | Le président Eisenhower y était personnellement favorable[réf. nécessaire]. |
| 1960 - 1969 | 191                 |                                                                             |
| 1970 - 1979 | 3                   | Une en 1977 et deux en 1979.                                                |
| 1980 - 1989 | 117                 |                                                                             |
| 1990 - 1999 | 518                 |                                                                             |
| 2000 - 2009 | 598                 |                                                                             |
| 2010 - 2019 | 324                 |                                                                             |
| 2020 - 2029 | 71                  | Décennie en cours.                                                          |

Au 1er août 2020, 2 478 exécutions ont été pratiquées entre 1950 et 2020, dont 1 522 depuis le rétablissement de la peine de mort en 1976. Par ailleurs, 260 condamnés sont morts de causes naturelles ou en se suicidant dans les couloirs de la mort, 792 ont vu leur peine commuée, ont été graciés ou innocentés et 162 attendent un nouveau procès à la suite de l'annulation temporaire de leur condamnation.

### Le moratoire
L'application de la peine de mort peut être contestée par les juges, mais pas par les élus. En effet, la plupart des postes publics étant soumis à élection, tous ces élus, notamment ceux de proximité, ne peuvent faire ces modifications sans avoir l'approbation de leurs électeurs. De plus, la Constitution américaine sépare strictement les pouvoirs : le pouvoir judiciaire est indépendant des deux autres pouvoirs (l'exécutif et le législatif). Les affaires judiciaires de société (ségrégation, port d'arme, avortement, peine de mort) sont tranchées par la Cour suprême des États-Unis. Ainsi, à partir de 1967, la Cour suprême invalide l'application de la peine de mort puis impose des moratoires sur celle-ci pour violation des VIIIe et XIVe amendements de la Constitution. De 1972 (arrêt Furman v. Georgia) à 1976 (arrêt Greg v. Georgia, qui renverse le précédent), la Cour suprême bloque l'application de la peine de mort dans tout le pays, considérant qu'il s'agit d'un châtiment cruel et exceptionnel (Cruel and Unusual Punishment), interdit par le VIIIe amendement à la Constitution. De 1967 à 1977, il n'y a donc pas eu d'exécution aux États-Unis. Certains États de l'Union ont pu également connaître des moratoires plus longs comme l'Utah (1960-1977) ou le Dakota du Sud (1947-2007).

### Rétablissement de la peine de mort (après 1976)

#### De 1977 à 1983
À partir de 1965, la courbe des homicides et plus encore celle des viols atteignent des sommets inégalés. Face à cette reprise de la criminalité grave, les juges approuvent, en 1976, les codes pénaux réformés de la Géorgie, du Texas et de la Floride, qui limitaient la peine capitale à certains crimes au terme d'un double procès (sur la culpabilité, puis sur la peine). Trente-huit États reprennent ensuite ces dispositions et individuellement réintroduisent la peine de mort dans leur législation par le biais de propositions de loi ou de référendum. Les condamnations à mort ont ainsi repris dans les États où la peine de mort est légale.
Jusqu'en 1983, le nombre d'exécutions par année ne dépassait jamais cinq. Tous les États (sauf le Kansas et New York) ayant rétabli la peine de mort y ont eu recours durant cette période.

#### De 1984 à 1992
À partir de 1984, les exécutions commencent à devenir plus fréquentes, variant de 11 à 56 par an (généralement entre 20 et 30).
Parallèlement, la communauté européenne officialise son opposition à la peine de mort. Selon un arrêt de la Cour européenne des droits de l'homme (CEDH) de 1989 (Soering contre Royaume-Uni), si le processus judiciaire de la Virginie aboutissant à la peine capitale est acceptable selon les standards démocratiques de justice, l'attente dans le « couloir de la mort » lui-même constitue un traitement inhumain et dégradant. Cet arrêt a été confirmé par d'autres, tant par la CEDH que par d'autres juridictions. Ces décisions sont prises si, en cas d'extradition, il n'existe pas de garanties que la peine de mort ne soit pas appliquée.
En 1988, la campagne présidentielle oppose George Bush père à Michael Dukakis. Lors d'un des débats télévisés, le présentateur Bernard Shaw demande aux deux candidats quelle serait leur position sur la peine de mort concernant un assassin éventuel de leur femme. Dukakis réaffirme alors son opposition à la peine de mort, contrastant avec un Bush plus émouvant et en phase avec l'opinion majoritaire. La cote de Dukakis baissa de 49 % à 42 % à la suite de ce débat, Dukakis ne rattrapa jamais son retard et perdit l'élection[réf. souhaitée].
Lors de la campagne de 1992, Bill Clinton tira les conséquences de la précédente élection et se déclara fermement partisan de la peine capitale. En tant que gouverneur de l'Arkansas, il suspend sa campagne pour « superviser » l'exécution de Ricky Ray Rector (en) dont il avait signé l'ordre d'exécution.

#### De 1993 à 2001
Le Kansas rétablit la peine de mort en 1994 (c'est le premier rétablissement depuis douze ans) et New York l'imite en 1995. Jusqu'alors, les tentatives de rétablissement dans ces deux États étaient bloquées par les gouverneurs.
En 1996, le président Bill Clinton fait adopter le Antiterrorism and Effective Death Penalty Act of 1996 à la suite de l'attentat d'Oklahoma City. Cette loi simplifie fortement les procédures d'Habeas Corpus fédérales provoquant ainsi une accélération des exécutions, variant par la suite entre 59 et 98 (généralement 60 à 70).
Alors qu'en 1997, l'on s'attendait à voir le Massachusetts rejoindre New York et le Kansas, le rétablissement échoue de très peu et plus aucun État n'est parvenu à rétablir par la suite la peine de mort.
En 1998, le Texas exécute Karla Faye Tucker : c'est la première exécution d'une femme depuis 1984. En 2001, le gouvernement fédéral américain procède à la première exécution fédérale depuis près de quarante ans (Timothy McVeigh pour l'attentat d'Oklahoma City).

#### De 2002 à 2008
En 2005, la Cour suprême des États-Unis rend l'arrêt Roper v. Simmons déclarant la peine de mort anticonstitutionnelle lorsque l'accusé était âgé de moins de 18 ans au moment de son crime. La décision est entérinée à une voix près.
En mai 2005, le Connecticut procède à la première application de la peine de mort en Nouvelle-Angleterre depuis quarante-cinq ans sur la personne de Michael Ross, qui abandonne tout recours judiciaire. En juillet 2005, un tribunal fédéral siégeant dans l'État voisin du Vermont prononce sa première condamnation à mort depuis cinquante ans à l'encontre d'un meurtrier (la peine de mort est officiellement abolie en 1965 dans le Vermont). Cependant, comme il y a eu kidnapping et meurtre, seules les autorités fédérales sont compétentes.
Le 2 décembre 2005 a lieu la millième exécution depuis le rétablissement de la peine de mort en 1976. La sentence est exécutée par injection létale en Caroline du Nord sur la personne de Kenneth Boyd, condamné à mort pour le meurtre de sa femme et de son beau-père.
Les exécutions baissent fortement depuis 2006, avec 53 exécutions cette année-là, 42 en 2007 et 37 en 2008. Cela n'est pas tant dû à la remise en cause de la peine de mort qu'à l'examen de la constitutionnalité de la méthode d'exécution par injection létale. Le 25 septembre 2007, la Cour suprême des États-Unis accepte le recours déposé par Ralph Baze et Thomas Bowling, deux condamnés à mort du Kentucky, qui estiment que la méthode d'exécution viole le VIIIe amendement de la Constitution américaine. Mise à part une, la Cour suspend chaque exécution au dernier moment, instaurant ainsi un moratoire de facto sur la peine de mort durant près de six mois. Certains pensent que cela signifie le début de la fin pour le châtiment suprême, d'autres que cela allait provoquer une cascade d'exécutions retardées à l'issue de ce moratoire[réf. souhaitée]. La Cour suprême des États-Unis juge le 16 avril 2008 que la méthode était constitutionnelle ; les exécutions reprennent.
De très nombreuses exécutions sont encore aujourd'hui[Quand ?] suspendues dans plusieurs États (citons notamment la Californie, la Caroline du Nord, le Delaware, le Maryland), et ce malgré la décision de la Cour suprême du 16 avril 2008 (Baze v. Rees) qui définit le protocole d'exécution du Kentucky comme conforme — même dans les États où le protocole d'exécution est en accord avec ces normes, il faut énormément de temps avant qu'il ne soit validé par la justice, chaque juridiction voulant revoir la décision d'une précédente.
Outre cette baisse des exécutions due à ces recours judiciaires, on assiste depuis 2006 aux premières abolitions législatives de la peine de mort. Le New Jersey l'abolit en 2007, le Nouveau-Mexique en 2009, l'Illinois en 2011 et le Connecticut en 2012 (plus l'État de New York où sa procédure est déclarée inconstitutionnelle en 2004).
Bien que quelques États aient pu commencer à reprendre les exécutions avec la fin des procédures judiciaires relatives à l'injection létale, d'autres ont été empêchés à cause de la pénurie de thiopental sodique fabriqué par Hospira (dont la Californie).

#### De 2000 à nos jours
| Année | Éxécutions | Nombre d'États | Source |
| ----- | ---------- | -------------- | ------ |
| 1985  | 18         | 8              | [ 13 ] |
| 1990  | 23         | 11             | [ 14 ] |
| 1995  | 56         | 16             | [ 15 ] |
| 2000  | 85         | 14             | [ 16 ] |
| 2005  | 60         | 16             | [ 17 ] |
| 2010  | 46         | 12             | [ 17 ] |
| 2015  | 28         | 6              | [ 17 ] |
| 2020  | 17         | 5              | ,      |

Ces dernières années, le nombre d'exécutions est en baisse dans le principal État qui applique la peine de mort : le Texas. De 24 exécutions en 2009 dans cet État, il est passé à 17 en 2010 et 13 en 2011. Bien que les médias continuent d'évoquer très fréquemment la peine de mort aux États-Unis, on constate toutefois que son application tend graduellement à se réduire. Ainsi, entre 2000 et 2015, le nombre annuel d'exécutions capitales y est passé de 85 à 28, soit une réduction de deux tiers. En outre, en 2014, 80 % des peines de mort exécutées l'ont été dans trois États : le Texas, le Missouri et la Floride.
Le 9 juillet 2016, à l'occasion de sa plate-forme politique, le Parti démocrate devient le premier parti américain à se prononcer pour l'abolition de la peine de mort. En 2016, 32 condamnations à mort ont été prononcées aux États-Unis. Le président Joe Biden pourrait[Quand ?] demander l'arrêt des exécutions au niveau fédéral.

## Statistiques générales

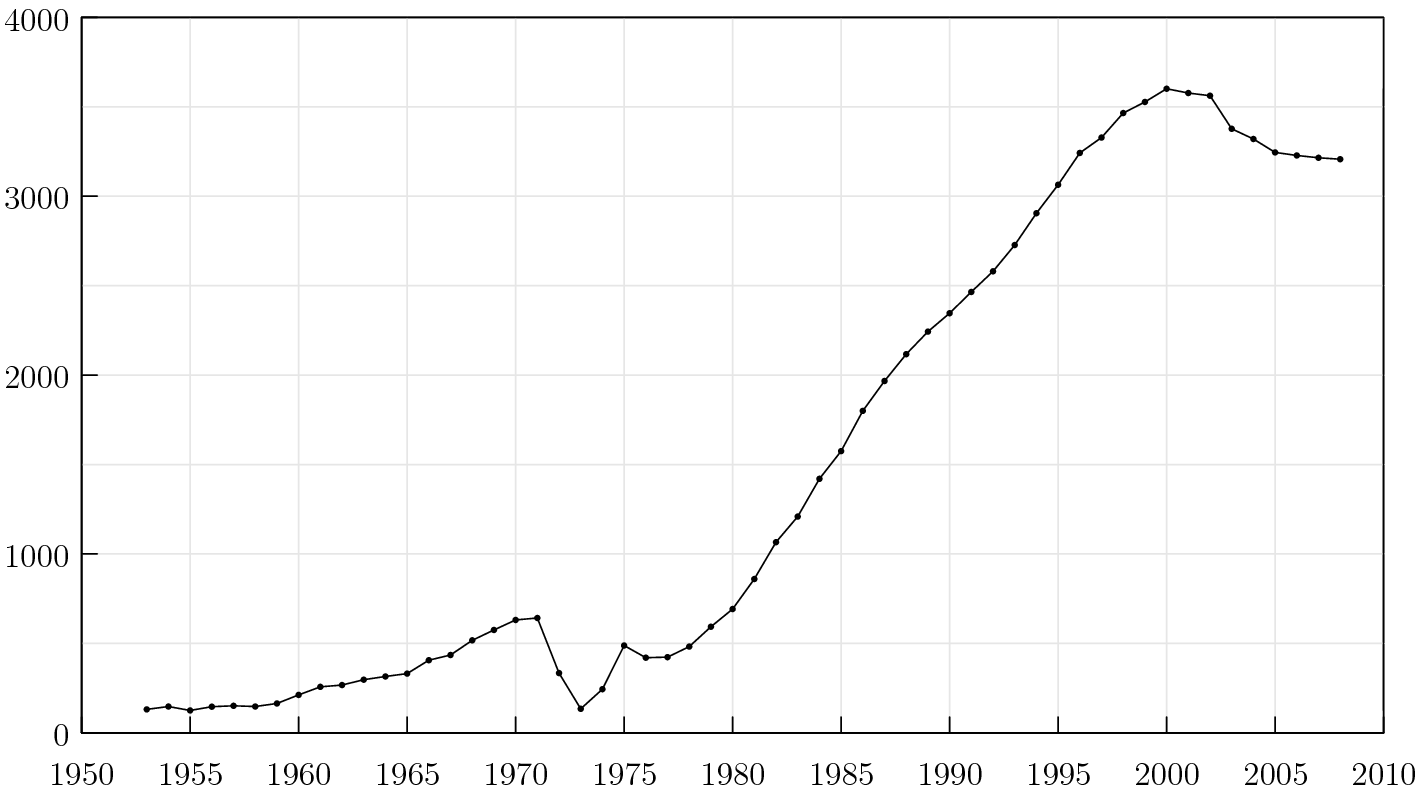
Nombre de condamnés à mort en attente d'exécution entre 1953 et 2009.

### Condamnations
À titre de comparaison, en 1892, le nombre de condamnations s'élève à plus de 1 386[réf. souhaitée]. En 1996, il est de 317 et en 2007, le chiffre est de 111, soit un nombre de condamnations divisé par trois en dix ans,.
32 condamnations à mort sont recensées en 2019, dans 11 États et au niveau fédéral : Autorités fédérales (1), Alabama (3), Arizona (1), Californie (3), Floride (6), Géorgie (1), Caroline du Nord (3), Caroline du Sud (2), Ohio (5), Oklahoma (2), Pennsylvanie (1), Texas (4).
2 620 personnes sont sous le coup d'une sentence capitale au 1er avril 2020, elles sont détenues dans 29 états différents ainsi que par les autorités fédérales et militaires : 725 en Californie, 347 en Floride, 218 au Texas, 175 en Alabama, 147 en Pennsylvanie, 145 en Caroline du Nord, 141 dans l'Ohio, 119 en Arizona, 74 dans le Nevada, 69 en Louisiane.

### Révisions
Depuis 1976, 170 personnes ont été libérées des « couloirs de la mort » grâce à des nouveaux éléments ou après avoir obtenu un nouveau procès pour irrégularité suivi d'acquittement.

### Exécutions
La grande majorité des exécutions a lieu dans les États du Sud (82 %). Le Texas détient le record du nombre d'exécutions dans un État américain, avec 587 accusés exécutés depuis 1982, dont 40 pour la seule année 2000.
Tous les États où la peine de mort est en vigueur ont au moins un condamné à mort dans leurs prisons[Quand ?]. Le gouvernement fédéral et 34 États ont procédé à au moins une exécution depuis 1976. À la date du 26 janvier 2024, les États-Unis ont exécuté 1 583 personnes depuis 1976, dont au moins 150 ont volontairement mis fin ou écourté leurs recours judiciaires, préférant être exécutées.

### Méthodes d'exécution
La plupart des exécutions sont réalisées par injection d'un produit mortel (1 428), de façon secondaire par électrocution (163), alors que l'inhalation d'un gaz mortel, la pendaison et le peloton d'exécution sont des moyens peu utilisés, avec respectivement 15, 3 et 4 exécutions. La méthode employée varie d'un État à l'autre. Certains proposent aux condamnés un choix parmi deux méthodes. D'autres États conservent une seconde méthode uniquement au cas où l'injection serait impraticable ou jugée inconstitutionnelle.
Les dernières exécutions par des méthodes autres que l'injection sont les suivantes (toutes choisies par le détenu) :
| Méthode             | Date            | État            | Identité du détenu        | Âge    | Source |
| ------------------- | --------------- | --------------- | ------------------------- | ------ | ------ |
| Hypoxie à l'azote   | 10 juin 2025    | Alabama         | Gregory Hunt (en)         | 65 ans |        |
| Peloton d'exécution | 11 avril 2025   | Caroline du Sud | Mikal Deen Mahdi (en)     | 42 ans |        |
| Électrocution       | 20 février 2020 | Tennessee       | Nicholas Todd Sutton (en) | 68 ans | [ 33 ] |
| Chambre à gaz       | 3 mars 1999     | Arizona         | Walter Bernhard LaGrand   | 37 ans | [ 34 ] |
| Pendaison           | 25 janvier 1996 | Delaware        | Billy Bailey (en)         | 49 ans | [ 35 ] |

### Exécution d'innocents
Selon une étude de l'Académie américaine des sciences parue en 2014, plus de 4 % des condamnés à mort aux États-Unis depuis les années 1970 étaient innocents.

## Situation par État

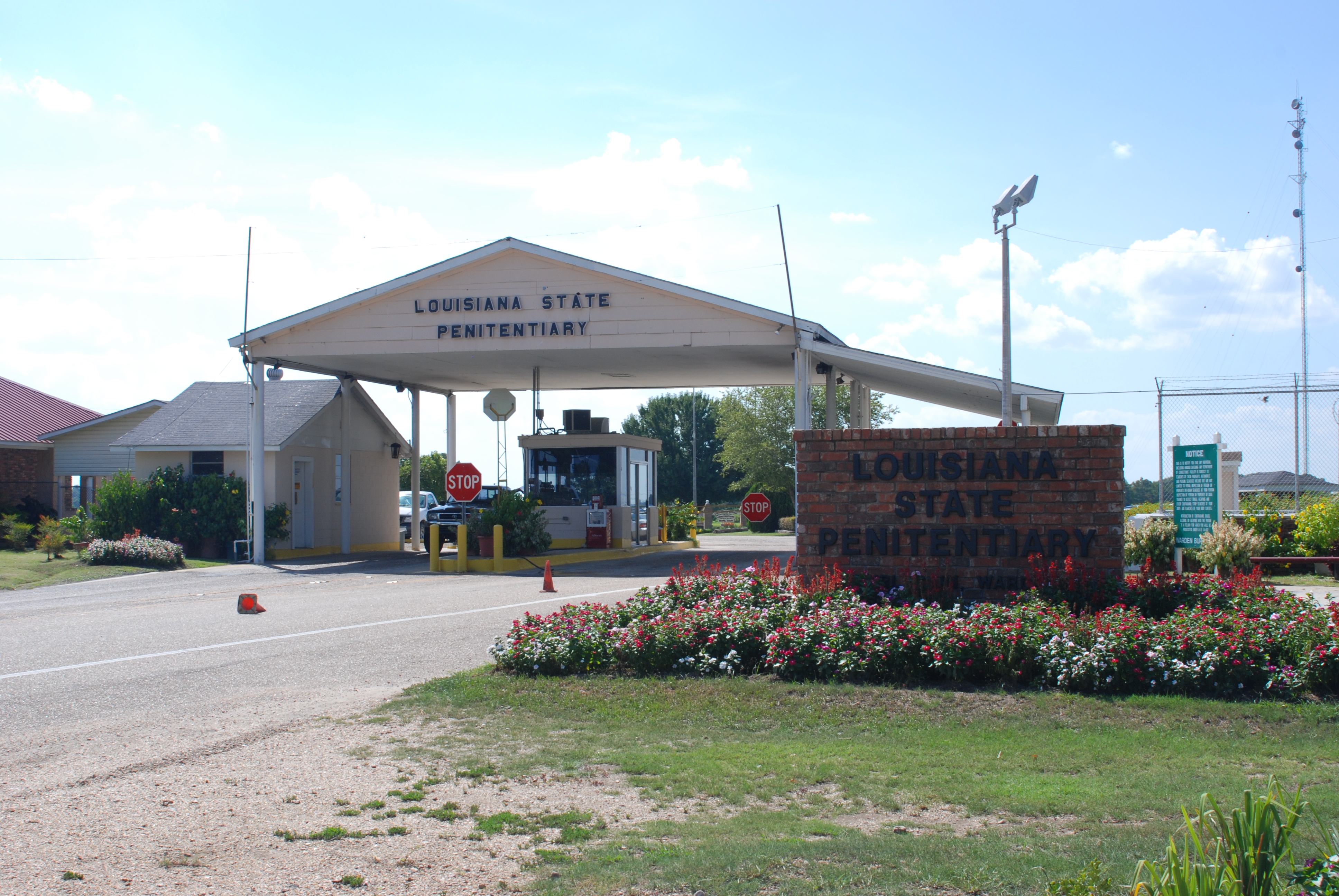
Le pénitencier d'État de Louisiane abrite le couloir de la mort pour les hommes et la de la Louisiane.

| État                 | Peine de mort         |
| -------------------- | --------------------- |
| Fédéral              | en vigueur            |
| Militaire            | en vigueur            |
| District de Columbia | abolie en 1972        |
| Alabama              | en vigueur            |
| Alaska               | abolie en 1957        |
| Arizona              | en vigueur            |
| Arkansas             | en vigueur            |
| Californie           | moratoire depuis 2019 |
| Caroline du Nord     | en vigueur            |
| Caroline du Sud      | en vigueur            |
| Colorado             | abolie en 2020        |
| Connecticut          | abolie en 2012        |
| Dakota du Nord       | abolie en 1975        |
| Dakota du Sud        | en vigueur            |
| Delaware             | abolie en 2016        |
| Floride              | en vigueur            |
| Géorgie              | en vigueur            |
| Hawaï                | abolie en 1957        |
| Idaho                | en vigueur            |
| Illinois             | abolie en 2011        |
| Indiana              | en vigueur            |
| Iowa                 | abolie en 1965        |
| Kansas               | en vigueur            |
| Kentucky             | moratoire depuis 2009 |
| Louisiane            | en vigueur            |
| Maine                | abolie en 1887        |
| Maryland             | abolie en 2013        |
| Massachusetts        | abolie en 1984        |
| Michigan             | abolie en 1847        |
| Minnesota            | abolie en 1911        |
| Mississippi          | en vigueur            |
| Missouri             | en vigueur            |
| Montana              | moratoire depuis 2015 |
| Nebraska             | en vigueur            |
| Nevada               | en vigueur            |
| New Hampshire        | abolie en 2019        |
| New Jersey           | abolie en 2007        |
| New York             | abolie en 2007        |
| Nouveau-Mexique      | abolie en 2009        |
| Ohio                 | moratoire depuis 2020 |
| Oklahoma             | en vigueur            |
| Oregon               | moratoire depuis 2011 |
| Pennsylvanie         | moratoire depuis 2015 |
| Rhode Island         | abolie en 1984        |
| Tennessee            | moratoire depuis 2022 |
| Texas                | en vigueur            |
| Utah                 | en vigueur            |
| Virginie             | abolie en 2021        |
| Vermont              | abolie en 1972        |
| Virginie-Occidentale | abolie en 1965        |
| Washington           | abolie en 2018        |
| Wisconsin            | abolie en 1853        |
| Wyoming              | en vigueur            |

Dans chaque État américain, il est particulièrement difficile de modifier la situation concernant la peine de mort (que ce soit pour l'abolir comme pour la rétablir), car il faut pour cela un triple consensus entre le gouverneur, le Sénat de l'État concerné et sa Chambre basse (chaque chambre elle-même ne délibérant pas avant l'accord de son comité judiciaire). Le désaccord d'une seule de ses trois entités peut contribuer au maintien de la situation en vigueur. Ainsi, au New Hampshire et à New York, le gouverneur a pu mettre son véto à (respectivement) une abolition et un rétablissement voté par les deux chambres. Toutefois, les abolitionnistes disposent d’un moyen plus simple pour s'opposer à son application : si la peine de mort est déclarée anticonstitutionnelle par la Justice, alors le simple fait qu'une seule des trois entités refuse de se conformer aux exigences de la Justice peut contribuer à une abolition de facto de la peine de mort sans que celle-ci ne disparaisse de la législation de l'État.
En 1972, la Cour suprême des États-Unis juge la peine de mort anticonstitutionnelle sur l'ensemble du territoire américain et commue les condamnations à mort en prison à vie. Tous les États qui appliquent la peine de mort aujourd'hui ont donc délibérément rétabli la peine de mort en conformant leurs législations aux exigences de la Cour.
Sur un total de cinquante États, seize ont aboli la peine de mort par voie législative. Il faut ajouter New York et le Massachusetts où la peine de mort, sans avoir été légalement abolie, est de fait inapplicable. Sur les 28 États restants, tous ont au moins un condamné à mort incarcéré, et, à l'exception du Kansas, tous ont procédé à au moins une exécution.
Le New Hampshire, abolitionniste depuis 2019, garde un condamné dans le couloir de la mort. L'abolition n'étant pas rétroactive, il reste potentiellement exécutable. Avant d'abolir la peine de mort, l'Illinois avait pratiqué plusieurs exécutions.

## Crimes capitaux

### Meurtre aggravé
Le meurtre avec préméditation ou concomitance avec une autre infraction ("in the first degree", soit littéralement "au premier degré") ne constitue pas en soi un crime capital, et doit pour cela être assorti d'une circonstance aggravante supplémentaire, sauf dans les États où la définition de ce type de meurtre est déjà restreinte (comme le Texas et New York). Le Model Penal Code de 1962 élaboré dans un objectif d'harmonisation des législations suggère l'application des circonstances aggravantes suivantes[réf. souhaitée] :
1. L'accusé était incarcéré au moment des faits ;
2. L'accusé avait déjà été condamné pour meurtre ou crime incluant l'utilisation de la violence ;
3. L'accusé a commis plusieurs meurtres ;
4. L'accusé a sciemment créé un grave risque de mort pour plusieurs personnes ;
5. Le meurtre a été commis en concomitance avec un viol, un vol, un enlèvement ou un incendie volontaire ;
6. Le meurtre a été commis pour éviter une arrestation ou permettre une évasion ;
7. Le meurtre a été commis à des fins pécuniaires ;
8. Le meurtre a été commis d'une manière particulièrement haineuse, atroce ou cruelle, manifestant une dépravation exceptionnelle.

Ces circonstances sont reprises aujourd'hui dans la plupart des États dans leurs propres législations. En 2009, les auteurs du Model Penal Code ont supprimé cette section, ils estiment désormais impossible de définir des critères objectifs d'application de la peine de mort.
En 1980, la Cour suprême a jugé dans l'affaire Godfrey v. Georgia que chacune de ces circonstances aggravantes devait être suffisamment précise pour exclure l'arbitraire, interdisant de facto la peine de mort pour les « meurtres ordinaires ».

### Felony murder
Selon la loi en vigueur dans beaucoup d'États, y compris des États n'appliquant pas la peine de mort, si un crime est commis en réunion (comme un viol, un enlèvement ou un cambriolage) et qu'un des membres de la réunion commet un meurtre, alors les complices encourent solidairement la même peine, éventuellement la peine de mort.
Au niveau de la Constitution fédérale, la Cour suprême a jugé en 1987 dans l'affaire Tison v. Arizona que ces lois étaient constitutionnelles lorsque l'accusé était un « participant majeur » et avait fait preuve d'une « extrême indifférence pour la vie humaine ».
Depuis 1976, huit personnes ont ainsi été exécutées pour des morts qu'elles n'avaient pas directement causées. Ces lois restent controversées. Même au Texas, un condamné dans cette situation a été gracié et la Chambre de l'État a proposé une loi interdisant la peine de mort pour felony murder. Mais cette proposition n'a pas abouti et les lois prévoyant la peine de mort dans ces cas-là restent en vigueur dans de nombreux États.

### Autres crimes que le meurtre
Des lois pénales de certains États prévoient la peine de mort pour les crimes suivants, sans l'utiliser :
- Parjure ayant entraîné l'exécution d'un innocent (Californie[39] et Idaho[40]) ;
- Viol d'enfant (Texas, Oklahoma, Caroline du Sud, Floride, Louisiane, Géorgie), lois déclarées anticonstitutionnelles (Kennedy v. Louisiana) ;
- Viol d'adulte en récidive (Montana) ;
- Trafic de drogue en grande quantité ou suivi de mort d'un consommateur notamment (Floride, Missouri et gouvernement fédéral) ;
- Trahison (Arkansas, Californie, Colorado, Géorgie, Illinois, Louisiane, Mississippi, Missouri, Vermont, Washington) ;
- Détournement d'avion (Géorgie et Missouri) ;
- Enlèvement aggravé (Colorado, Idaho, Missouri) ;
- Conspiration par une organisation criminelle dans le but de faire assassiner un juré, un témoin ou un officier (gouvernement fédéral).

## Répartition des sentences et exécutions

The absolute amount of people on death row, in 2024, per US State.

The relative amount of people on death row, per 100,000 inhabitants, in 2024, per US State.

Dans trente États sur les trente-cinq qui la permettent, la condamnation à mort ne peut être prononcée que sur verdict d'un jury de douze personnes. Dans la plupart de ces États, la perpétuité réelle est automatiquement prononcée si le jury ne parvient pas à l'unanimité (c'est le cas au Texas et en Californie). Mais en Indiana, le juge peut décider de la sentence à la place du jury dans ce cas. Dans trois États, l'Alabama, le Delaware et la Floride, le juge est informé du nombre de jurés qui soutiennent une éventuelle condamnation à mort et décide ensuite de la sentence. Au Montana, le juge décide seul. Dans tous les cas, l'arrêt de la Cour suprême Ring v. Arizona exige que le jury ait reconnu au moins une circonstance aggravante faisant du meurtre en question un crime capital (cet arrêt date de 2002 et n'affecte pas les condamnations précédentes).
L'un des critères importants dans la détermination de la sentence sont les antécédents judiciaires de l'accusé. Les condamnés à mort sont plus de 8 % à avoir déjà été condamnés pour meurtre avant celui qui a entraîné leur condamnation à mort, ils sont également 65 % à avoir déjà été condamnés pour un crime grave et 5 % à avoir commis leur crime étant incarcéré ou en état d'évasion. Par ailleurs, les Américains sont manifestement très sensibles au meurtre de policier (cop killing), les assassins de représentants des forces de l'ordre représentent près de 5 % des exécutions de la décennie 2000 (environ vingt-sept condamnés sur cinq cent cinquante-sept). Dans la grande majorité des cas, l'on compte une motivation sexuelle ou pécuniaire. Même si la gravité du crime joue donc un rôle important, le dénouement des affaires capitales est plus déterminé par des éléments aléatoires (jurés tirés au sort où un seul d'entre eux peut bloquer la condamnation, État et comté où le crime a été commis, etc.). Les condamnés exécutés pour de multiples meurtres aux États-Unis sont minoritaires, alors qu'ils représentent la quasi-totalité au Japon et représentaient la totalité en Indonésie (ce qui n'est plus le cas, des détenus sans antécédents sont à présent condamnés pour possession ou trafic de stupéfiants par exemple. Le pays affiche même des panneaux publics où figurent « you get caught with drug you get killed »).
Peu de femmes ont été condamnées à mort : 53 le sont au 1er août 2020. Elles représentent 2,02 % des détenus des couloirs de la mort. Seulement seize femmes figurent parmi les 1 522 exécutés depuis 1976 à ce jour[Quand ?], soit 1,05% des exécutions.
Les mineurs aussi sont peu nombreux parmi les condamnés à mort : vingt et un criminels de dix-sept ans au moment des faits et un de seize ans ont été mis à mort avant l'interdiction de cette pratique en mars 2005.
À la date du 1er août 2020, 34 ressortissants non américains ont été exécutés aux États-Unis depuis 1976. 125 sont actuellement incarcérés dans les couloirs de la mort, représentant 32 nationalités.
Contrairement à une idée reçue, le risque d'être condamné à mort est plus élevé lorsque l'accusé est blanc. En effet, les Afro-Américains sont les auteurs de 48 % des meurtres et ne représentent pourtant que 42 % des criminels exécutés (les accusations de racisme viennent du fait que les noirs ne représentent que 12 % de la population),. Ainsi, au début des années 2000, une étude affirme que le système de répartition des condamnations à mort était défavorable aux Blancs dans les États du Sud où la peine de mort est la plus appliquée, neutre dans les États du Midwest et de l'Ouest où la peine de mort est appliquée plus modérément, et biaisé contre les Noirs dans un État, la Pennsylvanie, qui est un des seuls États du Nord à utiliser la peine de mort et qui n'a exécuté que trois condamnés depuis 1976. Cependant, en Caroline du Nord où les Noirs représentent 60 % des condamnés, le gouverneur Beverly Perdue signe une loi le 11 mai 2009 autorisant les juges à annuler une condamnation à mort ou interdire de requérir la peine de mort sur la base de statistiques montrant une disparité raciale[réf. souhaitée]. Le seul autre État à disposer d'une législation similaire est le Kentucky. En 1987, la Cour suprême avait jugé dans l'affaire McCleskey v. Kemp que la Constitution ne pouvait pas être utilisée par un condamné à mort pour prouver la discrimination sur une seule base statistique, et qu'il devait prouver qu'il avait été discriminé personnellement pour obtenir une annulation de sa condamnation à mort.

## La procédure judiciaire
Les condamnés à mort américains disposent d'une gamme assez large de possibilités de recours qui explique la durée de leur attente dans le couloir de la mort. En effet, sans être différents de ceux offerts aux condamnés à la perpétuité réelle, les condamnés à mort sont amenés à faire usage de tous leurs recours pour repousser la date de leur exécution, même s'ils pensent n'avoir que peu ou pas de chances de succès. La liste des étapes ci-dessous est celle du Tennessee (l'une des plus longues), cette liste peut être plus courte dans d'autres États, mais les recours fédéraux sont les mêmes pour tout le pays :
1. Le procureur (district attorney) décide de requérir la peine de mort (pour les affaires fédérales, c'est l'Attorney General qui doit donner son accord) ;
2. La peine de mort est prononcée ;
3. Une Cour d'appel de l'État examine la condamnation (Direct appeal) ;
4. La Cour suprême de l'État examine la condamnation ;
5. (Recours fédéral) La Cour suprême des États-Unis examine la possibilité d'entendre l'affaire à des fins de jurisprudence nationale (Petition for certiorari ; refus dans 98 % des cas) ;
6. Un juge de l'État examine la possibilité de réviser le procès (Post-Conviction Relief) ;
7. Une Cour d'appel de l'État examine la possibilité de réviser le procès ;
8. La Cour suprême de l'État examine la possibilité de réviser le procès ;
9. (Recours fédéral) Idem étape 5 ;
10. (Recours fédéral) Un juge fédéral examine la requête d'Habeas corpus basée sur le droit fédéral ;
11. (Recours fédéral) Trois juges d'une Cour d'appel fédérale réexaminent la requête d'Habeas corpus ;
12. (Recours fédéral) Idem étape 5 et 9 ;
13. Le gouverneur envisage la possibilité d’une grâce ou d'une suspension, le plus souvent après avis d'un groupe du bureau des grâces et des pardons (dans certains États, l'accord du bureau est nécessaire).

On notera que les étapes 1, 2, 5, 9, 12 et 13 permettent au condamné de s’assurer définitivement de ne plus être condamné à mort. En revanche les étapes 4, 5, 6, 7, 8, 9, 10, 11 et 12 peuvent être employées par le procureur pour rétablir une condamnation à mort précédemment annulée.
Le premier appel est souvent automatique, indépendamment de la volonté du condamné.
Parmi les divergences que l'on constate entre les États, l'absence des étapes 3 et 7 dans la plupart des États comme le Texas et la Floride où l'appel automatique est directement formulé devant la juridiction suprême de l'État.
Une autre étape qui n'est pas mentionnée ci-dessus est la signature de l'ordre d'exécution qui en fixe la date. Une pratique courante dans certains États consiste à fixer une date d'exécution entre deux recours judiciaires, en sachant qu'elle sera annulée pour obliger l'accusé à épuiser le processus judiciaire. Une date d'exécution ne sera considérée comme sérieuse que si l'étape 11 a été perdue, les recours 12 et 13 étant rarement accordés. Après la décision rendue par le panel d'une Cour fédérale (étape 11), la partie perdante peut demander que l'intégralité des juges de la Cour d'appel concernée (entre 10 et 20 magistrats) rejugent l'affaire. Il est rare qu'elle accepte de le faire, mais auquel cas la décision originelle des trois juges pourra être renversée.
Chaque recours est suspensif d’exécution. Même une fois tous les recours épuisés, chacune de ces juridictions peut décider de sursoir à l’exécution, ou de la retarder de quelques heures avant de rejeter finalement le sursis. Une exécution est donc un acte largement encadré car elle ne peut avoir lieu que si absolument aucune des instances ci-dessus n'accepte d'y sursoir. Par exemple, au niveau fédéral, le Antiterrorism and Effective Death Penalty Act of de 1996 interdit au condamné de déposer plus d'une requête d'Habeas Corpus. Mais la section 1983 du Code des États-Unis qui autorise quiconque à saisir la justice fédérale pour « violation des droits civiques » peut toujours être employée. Dans l'affaire Hill v. McDonough, la Cour suprême des États-Unis a unanimement jugé que les condamnés pouvaient se servir de cette section pour contester la méthode d'exécution par injection létale. Mais les juges fédéraux ne sont pas pour autant tenus d'accéder à la requête, l'intéressé Clarence Hill a par ailleurs été exécuté trois mois après cette décision.
Beaucoup[Qui ?] critiquent le fait qu'un si long processus d'appel ne concerne quasiment que la forme juridique du procès, et ne puissent pas être employés pour contester la culpabilité du condamné, comme on a pu le voir dans l'affaire Troy Davis, et comme l'a jugé la Cour suprême en 1993 dans l'affaire Herrera v. Collins en ce qui concerne les procédures fédérales,.

## Méthodes employées
William Kemmler devient, le 6 août 1890, le premier condamné exécuté sur la chaise électrique. Bien que l'exécution de Kemmler ne soit pas une réussite (la première décharge n'avait pas suffi à arrêter son cœur), la méthode est pourtant conservée dans l'État de New York, et se répand même dans d'autres États, principalement du Sud et de l'Est du pays. Son usage est en déclin depuis les années 1980. À la suite de l'abolition de son usage dans le Nebraska en 2008, cette méthode n'est plus employée que pour remplacer l'injection létale pour les condamnés le souhaitant. L'électrocution a été employée 19 fois depuis l'an 2000, dont 14 fois par choix du condamné.
Au début des années 1920, l'État du Nevada recherche une nouvelle méthode d'exécution. La chaise électrique se répand à travers tout le pays, mais le Nevada ne la retint pas car cette méthode parait particulièrement cruelle. Le Dr Allen McLean Hamilton, toxicologue, propose l'utilisation de gaz comme moyen d'exécution. La première chambre à gaz est utilisée la première fois le 8 février 1924 pour exécuter Gee Jon. Cette méthode se répand alors dans l'Ouest du pays. Deux États du Sud-Est du pays (la Caroline du Nord et le Mississippi) l'adopte en remplacement de la chaise électrique. L'utilisation du gazage au cyanure d'hydrogène connait un fort déclin depuis le moratoire des années 1970 : il n'est utilisé que dans 11 cas. La dernière personne à avoir choisi ce mode d'exécution est Walter LaGrand, exécuté le 3 mars 1999 dans l'État de l'Arizona.
L'injection létale est adoptée le 11 mai 1977 en Oklahoma. Elle est utilisée pour la première fois le 2 décembre 1982 pour exécuter Charles Brooks, au Texas. C'est, depuis la reprise des exécutions en 1977, la principale méthode d'exécution utilisée (88,6 % des 1 583 exécutions). Aujourd'hui, tous les États prévoient l'injection létale pour exécuter les condamnés. Certains proposent aux condamnés le choix d'une seconde méthode (peloton d'exécution par exemple). D'autres conservent une seconde méthode au cas où l'injection serait jugée impraticable ou inconstitutionnelle.
L'injection létale n'est pas contestée « en soi » du fait qu'il serait impensable de revenir à une autre méthode d'exécution, toutes les autres étant considérées cruelles par l'opinion publique. Ce sont diverses modalités de son application qui font l'objet de nombreux recours judiciaires et qui sont à l'origine de beaucoup d'exécutions suspendues (participation de professionnels médicaux, qualifications des exécuteurs, produits utilisés, etc.).
Devant une pénurie de thiopental, les bourreaux se tournent vers le pentobarbital comme anesthésiant dans le cocktail létal[Quand ?]. La firme danoise Lundbeck fourni le produit[Quand ?], puis, face à une campagne qui dénonce ces pratiques, elle déclare avoir mis en place des procédures strictes pour empêcher que le Nembutal soit utilisé pour tuer. Elle revend ensuite, en décembre 2011, ses licences à Akorn (en). Les mêmes restrictions continuent d'être appliquées.
Au milieu des années 2010, trois États du Sud (l'Oklahoma, le Mississippi et l'Alabama) adoptent l'inhalation forcée d'azote comme méthode d'exécution alternative dans le cas où l'injection létale serait impraticable ou jugée inconstitutionnelle. Kenneth Eugene Smith, rescapé de l'injection létale en 2022, est le premier à en faire les frais le 25 janvier 2024.
En 1996, le démocrate Doug Teper (en) propose vainement à la Géorgie d'adopter la guillotine pour permettre le don d'organe,.

## Lutte contre la peine de mort
Plusieurs organisations réclament l'abolition de la peine de mort dont notamment la Coalition nationale contre la peine de mort (NCADP) et Amnesty International. Les abolitionnistes américains se différencient des Européens par la méthode employée pour abolir la peine de mort. Alors qu'en Europe, c'est principalement pour des raisons d'ordre moral que l'abolition a été réalisée, aux États-Unis, ils s'attaquent aux défaillances du système judiciaire. C'est ainsi que les associations pour l'abolition enquêtent sur les condamnés susceptibles d'être innocents ou les inégalités des jugements rendus. Les inégalités, raciales principalement, entrainent parfois l'exécution de personnes pour qui les aveux ont été extorqués par des mauvais traitements ou bien encore des preuves construites de toutes pièces.
La raison qui les pousse à agir de cette façon est principalement due à l'histoire culturelle (référence au Far West) et à la popularité aux États-Unis de mesures répressives exemplaires contre la criminalité. Cette popularité s'explique par le taux de criminalité violente des États-Unis, notamment par armes à feu. La peine de mort est pour ses partisans la peine exemplaire par excellence. Les abolitionnistes expliquent donc que l'exemplarité des peines ne justifie pas d'exécuter des innocents.
L'évolution en faveur de la peine de mort ou de son abolition est en dents de scie depuis les années 1960. Une seule fois, en 1965, une petite majorité d'Américains se déclaraient hostiles à la peine de mort. Il est important d'ajouter que les sondages concernant la peine de mort peuvent varier énormément suivant le contexte (y a-t-il eu une série ou un crime violent ou une exécution controversée et qui a choqué l'opinion publique ?) et le type de question (est-ce que la question est la même dans tous les cas ?). Suivant ces points, le résultat peut varier dans un sens ou dans l'autre, même si aucun des sondages récents n'a trouvé une majorité d'Américains en faveur de l'abolition pure et simple de la peine de mort.
- Les sondages mis en avant par les abolitionnistes en général demandent aux sondés ce qu'ils préfèrent entre la perpétuité réelle et la peine de mort, le nombre de réponses se situant ainsi à moitié pour chacune des deux réponses[61].
- Les sondages mis en avant par les partisans de la peine de mort demandant généralement au sondé s'il approuve la peine de mort dans tel ou tel cas de meurtre particulièrement horrible (policier, enfant, terrorisme, etc.), le nombre de réponses positives se situe alors au-dessus de 70 %[62],[63],[64]. Selon un sondage CNN en novembre 2009, plus de huit américains sur dix approuveraient une éventuelle condamnation à mort de Khalid Cheikh Mohammed (personne ayant reconnu être le cerveau des attentats du 11 septembre 2001) y compris un sur cinq qui seraient « normalement » opposés à la peine de mort[65],[66].

L'on voit donc des résultats considérablement différents selon que l'on mette les gens en face d'une alternative solide ou d'un crime horrible. Le sondage de référence généralement employé est celui de l'institut Gallup qui se contente de demander au sondé s'il « est favorable à la peine de mort à l'encontre d'une personne reconnue coupable de meurtre ? ». Celui de 2014 donne 63 % de « oui » et 33 % de « non ». Lors du sondage de 2009, 59 % ont déclaré croire « qu'au moins un innocent a été exécuté durant ces cinq dernières années », dont 33 sur ces 59 étaient également favorables à la peine de mort.
Selon Kent Scheidegger, directeur d'une association en faveur de la peine de mort, les États ou la peine capitale est remise en cause n'exécutent que très rarement, et totalisent tous réunis moins de 5 % des condamnés à mort du pays. Pour lui, il n'y a pas de chances sérieuses que la peine de mort soit abolie législativement dans les États qui l'appliquent régulièrement.
En décembre 2011, une décision de l'Union européenne pourrait en partie remettre en cause les exécutions capitales aux États-Unis. Les entreprises européennes seront désormais soumises à des contrôles d'exportation, afin d'empêcher l'utilisation d'anesthésiants tels que le thiopental ou le pentobarbital pour la peine capitale.

## Moratoires
Les abolitionnistes marquent surtout des points du côté des institutions politiques. Leur plus grande victoire est très certainement celle concernant l'Illinois. Le gouverneur républicain de cet État, George Ryan, qui était auparavant un partisan de la peine de mort, décide en janvier 2000 d'établir un moratoire. Le 13 janvier 2003, le dernier jour de son mandat, il commue les sentences de tous les condamnés présents dans le couloir de la mort en peines de prison : la grâce du gouverneur a concerné au total 160 condamnés. George Ryan explique son geste par sa conviction que le système judiciaire de son État produisait probablement trop d'erreurs, y compris dans les cas de peine capitale. Son successeur démocrate gère cette décision auprès de l'opinion publique et accélère la refonte du système judiciaire afin de mettre fin au moratoire.
Peu de temps après[Quand ?], le gouverneur démocrate du Maryland, Parris Glendening, imposa également un moratoire qui fut, sans doute, une des raisons de la défaite de son candidat successeur démocrate Kathleen Townsend Kennedy lors des élections de novembre 2002[Interprétation personnelle ?]. Le nouveau gouverneur républicain, Robert Erlich Jr, lèvera ce moratoire.
- En 2000, l'État de l'Illinois met en place un moratoire sur les exécutions capitales. Ce moratoire prit fin par la commutation de toutes les condamnations à mort et le départ du gouverneur le 13 janvier 2003 ;
- En 2006, l'État du New Jersey met en place un moratoire sur la peine de mort, devenant les premiers législateurs américains à suspendre l'application de la peine capitale. Ce moratoire prit fin par l'abolition de la peine de mort le 17 décembre 2007 ;
- En 2006, l'État de Floride met en place un moratoire sur les exécutions capitales à la suite de l'injection létale ratée sur Angel Diaz. Ce moratoire prit fin par l'exécution de Mark Schwab le 1er juillet 2006 ;
- En 2009 (toujours en vigueur en 2020), l'État du Kentucky met en place un moratoire sur les exécutions capitales par décision judiciaire remettant en cause le protocole d'injection létale ;
- En 2011 (toujours en vigueur en 2020), l'État de l'Oregon met en place un moratoire sur les exécutions capitales par décision du nouveau gouverneur John Kitzhaber ;
- En 2014, l'État de l'Arizona met en place un moratoire sur les exécutions capitales à la suite de l'injection létale ratée sur Joseph Wood[70]. Le moratoire pris fin par l'exécution de Clarence Dixon le 11 mai 2022 ;
- En 2015 (toujours en vigueur en 2020), l'État du Montana met en place un moratoire sur les exécutions capitales par décision judiciaire remettant en cause le protocole d'injection létale ;
- En 2015 (toujours en vigueur en 2020), l'État de Pennsylvanie met en place un moratoire sur les exécutions capitales par décision du nouveau gouverneur Tom Wolf ;
- En 2019 (toujours en vigueur en 2020), l'État de Californie met en place un moratoire sur les exécutions capitales par décision du nouveau gouverneur Gavin Newsom ;
- En 2022, l'État du Tennessee met en place un moratoire sur les exécutions capitales par décision du nouveau gouverneur Bill Lee afin de revoir le protocole d'exécution ;
- En 2022, l'État de l'Alabama met en place un moratoire et suspend les exécutions par decision du gouverneur Kay Ivey après deux exécutions ratées suivie de la plus récente et dernière exécution de Joe Nathan James Jr.[71].

## Aspect économique
La récession économique qui frappe les États-Unis fin 2008 exacerbe le coût d'application de la peine de mort, qui peut coûter aux États américains la pratiquant jusqu'à 10 fois le coût d'une condamnation à perpétuité. Ainsi, dans plusieurs États n'ayant pratiqué que quelques exécutions depuis le rétablissement de la peine capitale en 1976 — le Colorado, le Connecticut, le Kansas, le Maryland, le Montana, le New Hampshire, le Nouveau Mexique ou le Nebraska — la question de l'abolition revient d'actualité mais pour une raison économique (« moratoire économique »).
Plusieurs projets de loi ont vu le jour depuis le début de la crise, dépassant le stade habituel du comité judiciaire et commençant à être examiné par les législatures de l'État. Ainsi, une élue républicaine du Kansas, Caroline McGinn, introduit une proposition de loi en ce sens afin de combler le déficit de l'État[Quand ?]. Ce coût élevé s'explique par des procès plus complexes et plus longs pour les condamnés à mort, avec des procédures d'appel qui durent de nombreuses années, souvent avec des avocats de la défense payés par l'État. La surveillance d'un « couloir de la mort », existant dans au moins une prison de l'État, et l'entretien d'une chambre et d'appareils d'exécution sont également onéreux. Mais, pour Stephen Six, Procureur général de l'État du Kansas, l'abolition de la peine de mort pour raisons économiques est « une fausse bonne idée », arguant que le coût de la Justice et de la paix des victimes ne peut « se mesurer en dollars et en cents ».
D'autres[Qui ?] notent que c'est surtout la manière de calculer le coût de la peine de mort qui est biaisée, car elle se limite à la simple comparaison des frais de justice de la prison à vie et de la condamnation à mort. Notons toutefois que la peine de mort est aussi une menace dont les procureurs se servent contre les accusés pour les forcer à plaider coupable, à dévoiler l'identité de leurs complices ou encore l'emplacement des corps de leurs victimes. Ainsi, en Ohio, le criminel Donald Harvey alors arrêté pour un seul meurtre, avoua en avoir commis plusieurs dizaines d'autres pour échapper à la peine capitale,.
Le 6 novembre 2012, les Californiens votent sur l'initiative populaire appelée « proposition 34 », une initiative des abolitionnistes destinée à supprimer la peine de mort dans cet État traditionnellement démocrate. Les opposants à la peine de mort partent avantagés, ceux-ci disposant de 6 fois plus d'argent pour faire la campagne que les partisans de la peine de mort[réf. nécessaire]. De plus, le bulletin de vote mentionnait leurs arguments : c'est-à-dire que la peine de mort serait remplacée par la perpétuité réelle et que sa suppression ferait économiser des dizaines de millions de dollars qui seraient reversées, selon cette proposition de loi, dans un fond destiné à résoudre les affaires de meurtre et de viol non résolues. L'objectif de cet argumentaire était de faire changer d'avis des partisans de la peine de mort sensibles aux problèmes budgétaires et fiscaux. Cependant, la proposition a tout de même été rejetée par 53 % des voix[réf. nécessaire].